# Laccosaurus
Laccosaurus is een monotypisch geslacht van uitgestorven rhinesuchide temnospondyle Batrachomorpha (basale 'amfibieën'. De typesoort is Laccosaurus watsoni.

## Onderzoeksgeschiedenis
Laccosaurus watsoni werd in 1952 benoemd door paleontoloog Sidney H. Haughton op basis van een grotendeels complete schedel uit de Dicynodon-Theriognathus subzone van de Daptocephalus Assemblage Zone in Zuid-Afrika. Dit geslacht en/of soort is soms synoniem geacht aan Uranocentrodon, maar dit werd niet overgenomen door de huidige deskundigen. Er is echter onzekerheid met betrekking tot een enkel toegewezen specimen (BPI/1/4473). Eltink et al. (2019) beschouwen dit als behorend tot een ander taxon, terwijl Marsicano et al. (2017) het beschouwden als behorend bij Laccosaurus watsoni.

## Anatomie
Marsicano et al. (2017) waren de meest recente om dit taxon te diagnosticeren en somden de volgende unieke combinatie van kenmerken op:
- Goed ontwikkelde sensorische troggen, een trog onder de oogkas toont een stap/S-achtige buiging tussen de oogkas en het neusgat
- Breedte van het paar interpterygoïde vensters groter dan negentig procent van hun lengte
- Ploegschaarbeen met de zone van tandjes op symmetrische verhoogde plekken binnen de choanae
- Rechte tandenrij overdwars op de ploegschaarbeenderen
- De gewrichtsknobbels van het quadratum steken uit achter de tabulaire hoorns
- Parasphenoïde plaat min of meer rechthoekig, langer dan breed, met een vlak onderste oppervlak
- Goed ontwikkelde 'pockets' op het verhemelte, dicht bij elkaar, zodat de cristae musculares samenlopen op de middenlijn.